# Wyborg
Wyborg (Transkription von russisch Выборг; alternativ deutsch Wiborg oder veraltet Wiburg; finnisch Viipuri; schwedisch Viborg) ist eine Stadt in der Oblast Leningrad in Russland. Sie liegt in der historischen Region Karelien zwischen Sankt Petersburg und der heutigen finnischen Grenze und hat 71.279 Einwohner (Stand: 1. Januar 2024).
Die im Spätmittelalter im Schwedischen Reich gegründete Stadt wechselte im Laufe ihrer Geschichte mehrmals die Landeszugehörigkeit. Von 1710 bis 1917 war Wyborg Teil des Russischen Reichs. Ab 1812 gehörte es zum teilautonomen Großfürstentum Finnland und ab 1917 zum dann unabhängigen Finnland. Dort war Viipuri/Viborg die zweitgrößte Stadt des Landes. Nach dem Winterkrieg 1939–1940 kam es zur Sowjetunion. Vorher wurde praktisch die gesamte Bevölkerung nach Finnland evakuiert. Die Bevölkerung der Stadt bestand bis zum Zweiten Weltkrieg aus zahlreichen Nationalitäten, insbesondere aus Finnen, Russen, Schweden und Deutschen. Heute besteht sie zu über 90 % aus Russen.

## Name
Der schwedische Name Wiborg/Viborg ist eine Wortzusammensetzung aus vi „Heiligtum“ und borg „Festung“. Auf Finnisch wurde der ursprünglich schwedische Name ([ˈviːˌbɔrj] oder [ˈviːˌbɔri]) zu Viipuri. Der russische Name Выборг ([ˈvɨːˌbɔrk]) entspricht der Aussprache des deutschen Namens ([ˈviːˌbɔrk]) bzw. der Transliteration des schwedischen Namens.

## Geografie
Wyborg liegt an der Eisenbahnlinie Helsinki–Sankt Petersburg im Nordwesten der Karelischen Landenge zwischen der Ostsee und dem Ladogasee. In der Stadt mündet der 1845–1856 erbaute Saimaa-Kanal (russisch Sajmenski kanal) in den Finnischen Meerbusen. Der Kanal verbindet die Ostsee mit dem Saimaasee bei Lappeenranta und der Finnischen Seenplatte.

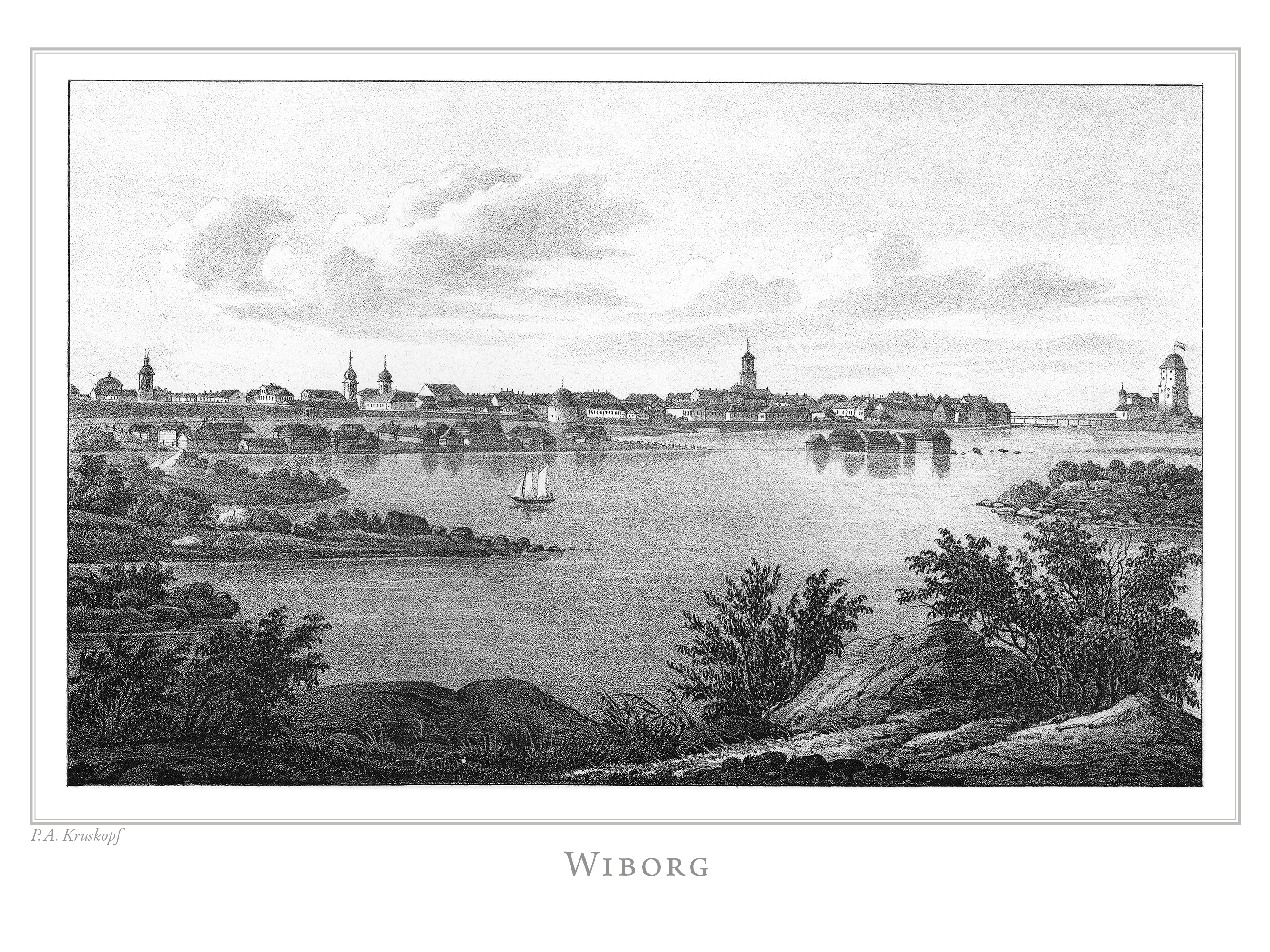
Wyborg Mitte des 19. Jahrhunderts in Finland framställdt i teckningar

## Geschichte

Stadtplan von 1902

Wyborg war im Mittelalter eine bedeutende Handelsstadt und in den Ostseehandel der Hanse eingebunden. Im 14. und 15. Jahrhundert bestand etwa ein Drittel bis die Hälfte der Bevölkerung aus Deutschen, die einen großen Teil der wohlhabenderen Oberschicht bildeten. In den Nordischen Kriegen zwischen Schweden und Deutschen Ordensrittern auf der einen Seite und Alexander Newski von Nowgorod auf der anderen war Wyborg ein schwedischer Stützpunkt gegen die Nowgoroder Rus. Nach mehrmaligen vergeblichen Belagerungen (z. B. die Belagerung von Wyborg 1706) durch russische Truppen kapitulierte die Stadt in der zweiten Belagerung von Wyborg am 12. Juni 1710 vor dem russischen Admiral Graf Apraxin. Danach gehörte sie zum Russischen Kaiserreich, ab 1812 zum Großfürstentum Finnland. Im Jahre 1790 floh die schwedische Flotte aus der Wyborger Bucht im sogenannten Spießrutenlauf von Wyborg.
Zum Ende des 19. Jahrhunderts hatte Wyborg sechs Kirchen, eine gotische Burg, ein Gymnasium und eine Navigationsschule. Der Hafen der Stadt war wirtschaftlich bedeutsam durch den Holzhandel, eine Eisengießerei und den örtlichen Maschinenbau. Im Jahr 1886 hatte die Stadt 16.639 Einwohner und war Sitz des Gouverneurs der Provinz Wiborg, des Hofgerichts für die drei Gouvernements Kuopio, Mikkeli und Wyborg, eines lutherischen Konsistoriums und eines deutschen Konsuls.
Im Jahr 1906 trafen liberale Abgeordnete der kurz zuvor von Zar Nikolaus II. aufgelösten 1. Reichsduma in Wyborg zusammen und verabschiedeten das Wyborger Manifest, das zum zivilen Ungehorsam gegen den Staat aufrief.
Nach dem Ersten Weltkrieg fiel Wyborg an das unabhängig gewordene Finnland. Mit fast 50.000 Einwohnern war die Stadt damals die zweitgrößte des neuen Staates. Im Winterkrieg 1939/40 und im Fortsetzungskrieg 1944 (Wyborg-Petrosawodsker Operation) okkupierte die Sowjetunion den größten Teil Kareliens mitsamt Wyborg. Seitdem ist die Stadt russisch. Die seit den Zeiten der Hanse in Wyborg ansässige deutsche Minderheit verließ 1940 mit den finnischen und schwedischen Einwohnern die Stadt oder wurde nach 1944 vertrieben.

## Bevölkerungsentwicklung
Die im 19. Jahrhundert noch multiethnische Stadt mit finnischen, russischen, schwedischen und deutschen Bevölkerungsanteilen hatte nach der Unabhängigkeit Finnlands vor dem Zweiten Weltkrieg eine überwiegende finnische Bevölkerung (darunter vorwiegend Finnischsprachige, aber auch Finnlandschweden). Diese wurde am Ende des Fortsetzungskrieges, als Wyborg an die Sowjetunion abgetreten werden musste, vollständig ins verbleibende Finnland evakuiert. Gegenwärtig besteht die Bevölkerung der Stadt zu 90 % aus Russen und ansonsten aus Nationalitäten der ehemaligen Sowjetunion. Die Anzahl der Einwohner erreichte 1989 ihren Höhepunkt, um seitdem abzunehmen.

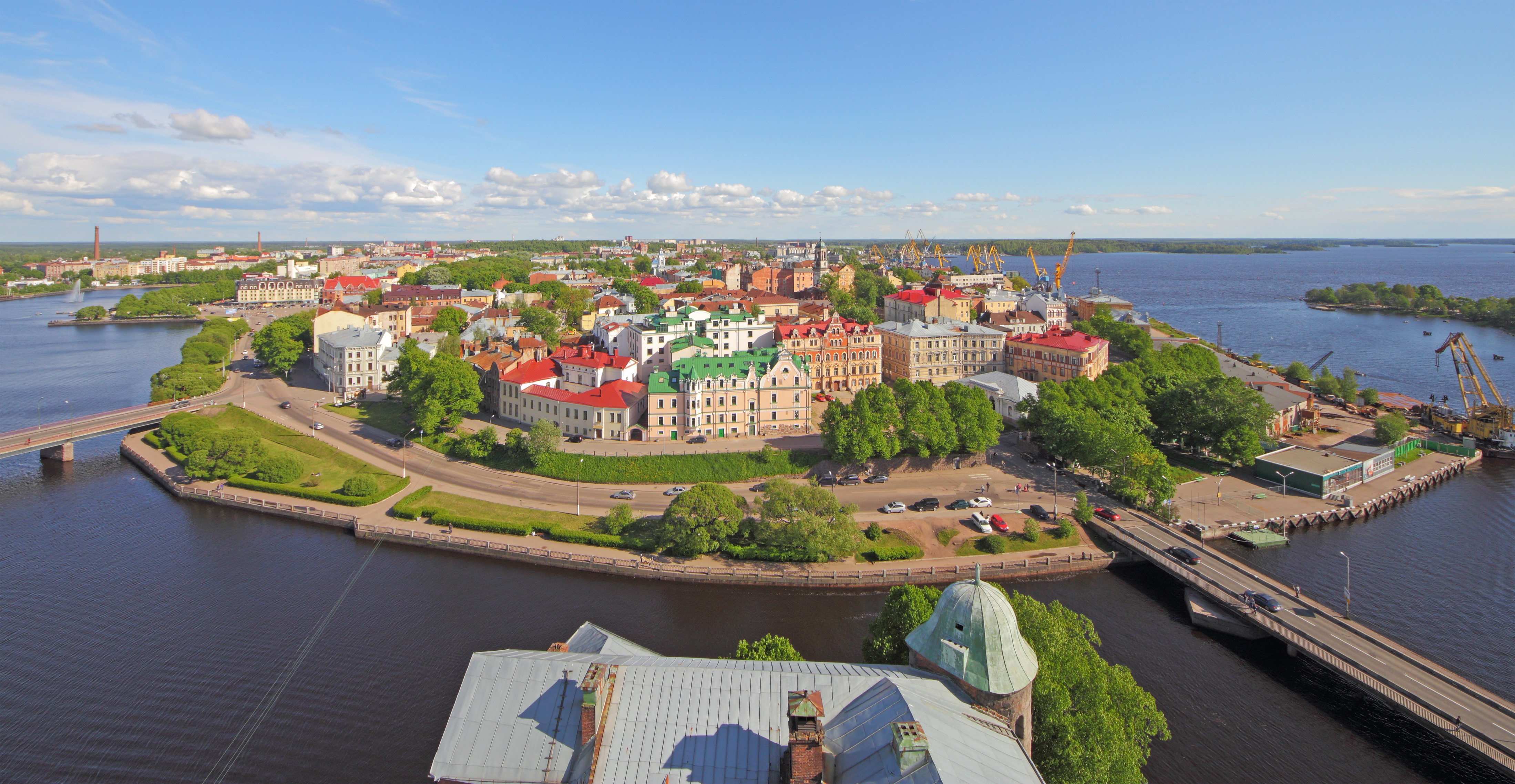
Die Altstadt vom Turm der Burg

| Jahr | Bevölkerung | Deutsche | Russen | Schweden | Finnen |
| ---- | ----------- | -------- | ------ | -------- | ------ |
| 1812 | 02 900      | 12,5 %   | 29,2 % | 14,2 %   | 43,9 % |
| 1870 | 13 466      | 04,5 %   | 24,2 % | 16,9 %   | 51,2 % |
| 1910 | 48 846      | 00,7 %   | 06,5 % | 10,7 %   | 81,3 % |

| Jahr | Einwohner |
| ---- | --------- |
| 1886 | 16.639    |
| 1924 | 51.480    |
| 1939 | 74.403    |
| 1959 | 51.088    |
| 1970 | 65.188    |
| 1979 | 75.573    |
| 1989 | 80.924    |
| 2002 | 79.224    |
| 2010 | 79.962    |
| 2020 | 75.355    |

Anmerkung: Volkszählungsdaten

## Infrastruktur
In Wyborg sitzt die Abteilung der Nordöstlichen Akademie für Staatsdienst und eine Filiale der staatlichen Ingenieurökonomischen Akademie Sankt Petersburg.
In der Nähe von Wyborg befindet sich seit 1982 die HGÜ-Kurzkupplung Wyborg zum Austausch von elektrischer Energie zwischen dem skandinavischen und dem russischen Stromnetz. Sie besteht aus drei bipolaren HGÜ-Kurzkupplungen mit einer Betriebsspannung von 85 kV, die je für eine Übertragungsleistung von 355 Megawatt ausgelegt sind, die Gesamtübertragungsleistung erreicht also bis zu 1065 Megawatt. Im Mai 2022 wurde diese Kopplung unterbrochen.
Westlich von Wyborg beginnt die Ostsee-Gaspipeline Nord Stream 1 der Schweizer Nord Stream AG.
In der Stadt verkehrten von 1912 bis 1957 elektrische Straßenbahnen in Meterspur, einer von drei Straßenbahnbetrieben in Finnland. Der Zug von Sankt Petersburg nach Helsinki hielt bis zur Einstellung des Verkehrs am 27. März 2022 infolge des russischen Überfalls auf die Ukraine mehrmals täglich in Wyborg.

## Sehenswürdigkeiten
- Die öffentlich zugängliche Burg Wiborg wurde 1293 auf einer kleinen Insel als Bollwerk von Schweden errichtet. In den Innenräumen ist ein Museum über die Geschichte der Region untergebracht. Vom Burgturm (Olafturm) bietet sich ein Blick über die Stadt.
- Verteidigungsanlagen der Stadt (letzte Erweiterungen 1547–1550) mit dem Rundturm „Fette Katharina“ am heutigen Marktplatz, in dem heute ein Restaurant untergebracht ist.
- Das Rathaus von Wyborg erhielt seine heutige Form im Stil der Neorenaissance nach einem Umbau 1898.
- lutherische Kirche St. Peter und Paul, erbaut von 1793 bis 1799 im klassizistischen Stil
- Uhrturm, errichtet 1490. 1793 stiftete Katharina II. eine Glocke für den Turm, der zur als Ruine erhaltenen Alten Kathedrale gehörte.
- orthodoxe Verklärungskathedrale, erbaut von 1787 bis 1789 im klassizistischen Stil, Turm von 1797, Kuppel von 1863 bis 1866, heutige Form nach einem Umbau von 1888/1889
- orthodoxe Eliaskirche, erbaut 1795/1796, im Zweiten Weltkrieg zerstört, 1997 wiederaufgebaut
- Der Rathausturm ist ein steinerner, viereckiger Turm, einer der beiden erhaltenen Türme der mittelalterlichen Stadtmauer, erbaut in den 1470er Jahren. Ehemals Glockenturm der Ländlichen Pfarrkirche, mit der er im Zweiten Weltkrieg zerstört wurde. Von 1974 bis 1984 sowie 2017/2019 restauriert und der Öffentlichkeit als Museum zugänglich gemacht.
- ehemalige katholische Hyazinthenkirche, erbaut im 16. Jahrhundert, heute vom Wyborg-Museum genutzt
- Stadtbibliothek, errichtet von 1927 bis 1935 von Alvar Aalto
- Eremitage Kunstmuseum Wyborg, erbaut von 1929 bis 1930 im funktionalistischen Stil von dem finnischen Architekten Uno Ullberg
- Wohnhochhaus Leningrader Chaussee 7, errichtet von 1939 bis 1943 für die Versicherungsgesellschaft Karjala im funktionalistischen Sil nach einem Entwurf des finnischen Architekten Olli Pöyry. Nach seiner Fertigstellung war das elfstöckige Gebäude mit einer Höhe von 40,5 Metern das höchste Wohngebäude Finnlands.
- Lallukka-Haus (finnisch Lallukan talo) in der Vokzalnaya 7, ehemaliges Gebäude der Firma Häkli, Lallukka und Co., erbaut 1906 Entwurf des finnischen Architekten Allan Schulman (1863–1937) im Stil der Nationalromantik
- Bürgerhäuser aus der finnischen Periode im national-romantischen Stil.
- Park und Herrenhaus Monrepos (siehe auch Karte von 1902).

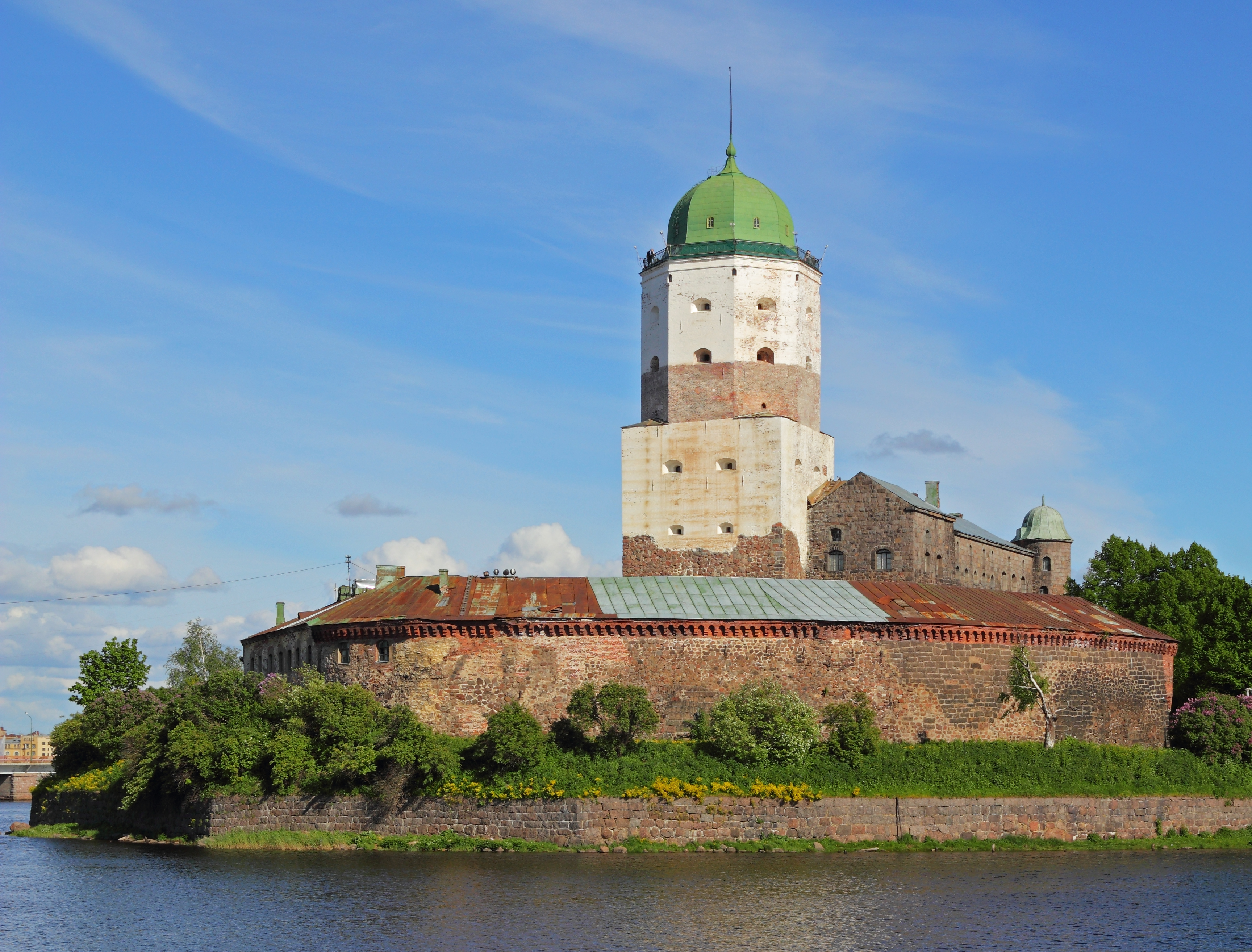
Wyborger Burg
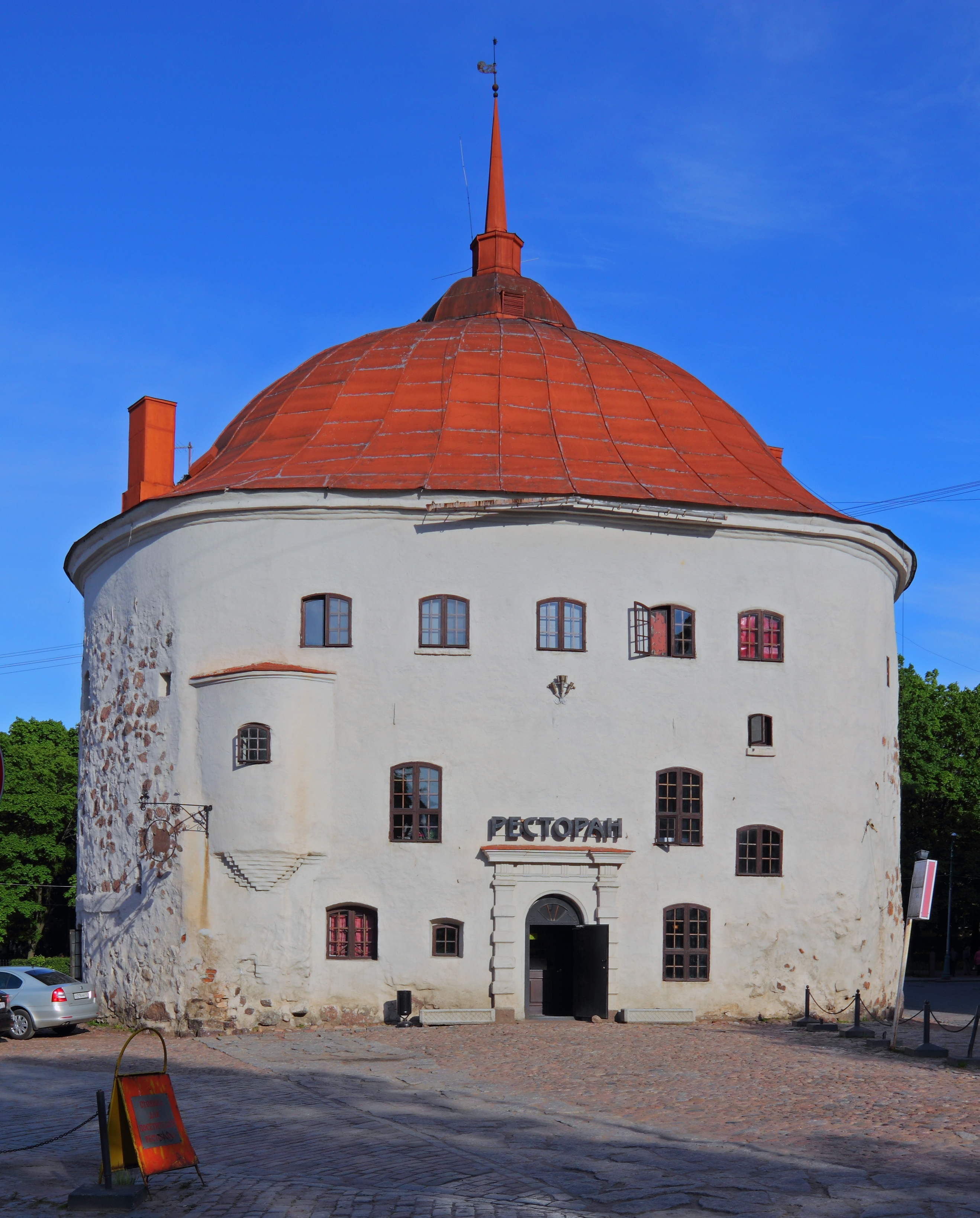
Runder Turm
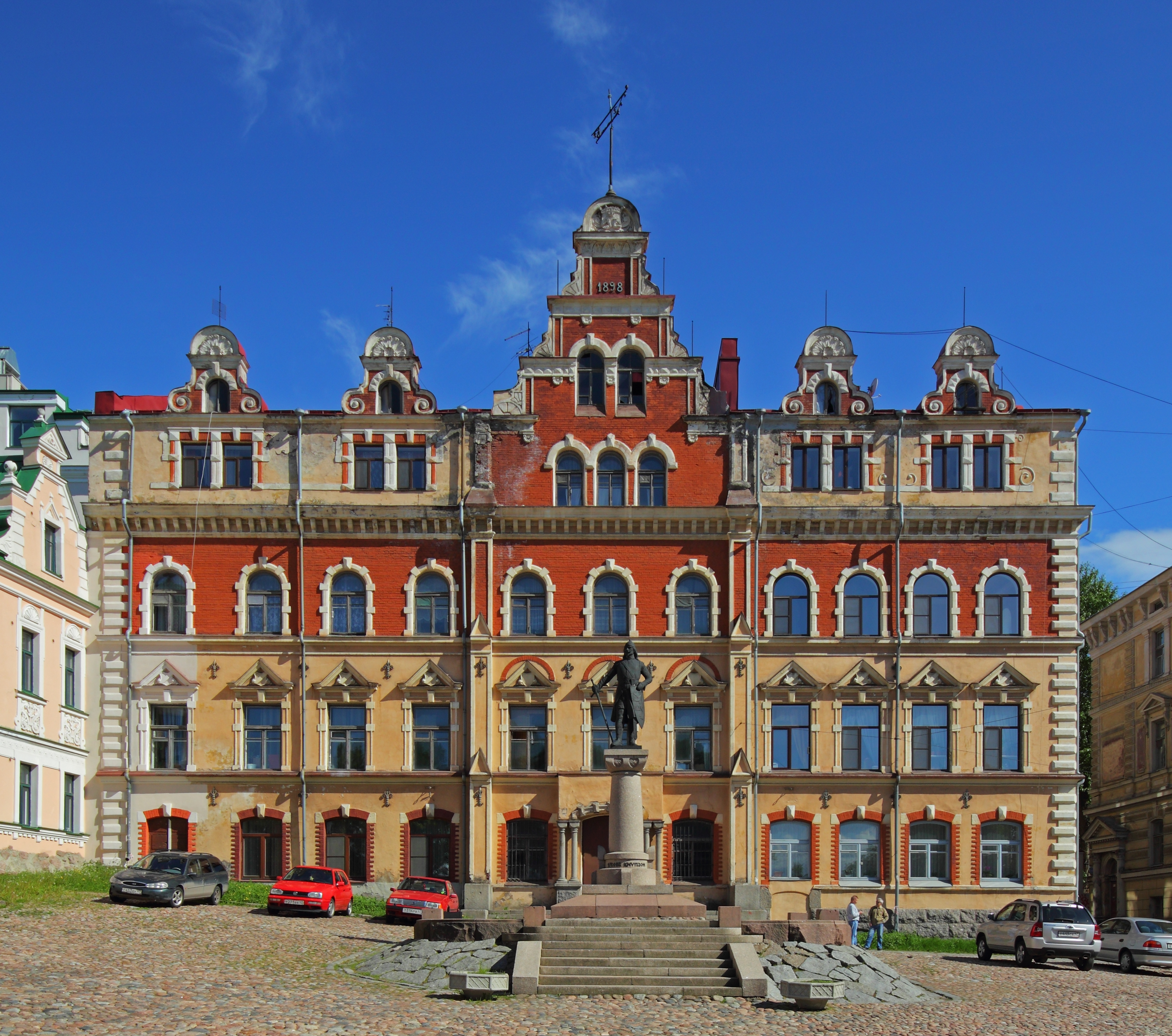
Rathaus
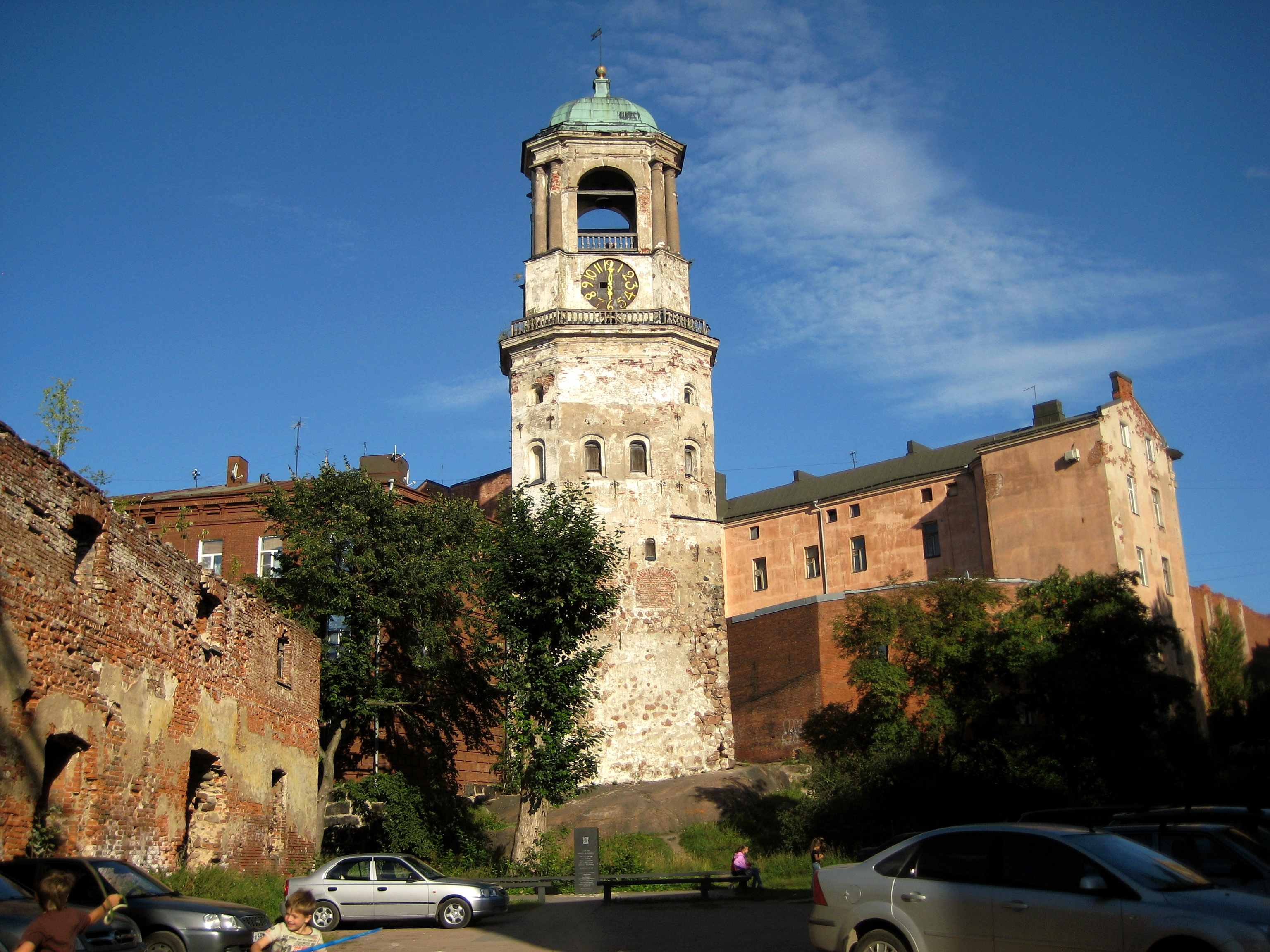
Uhrturm
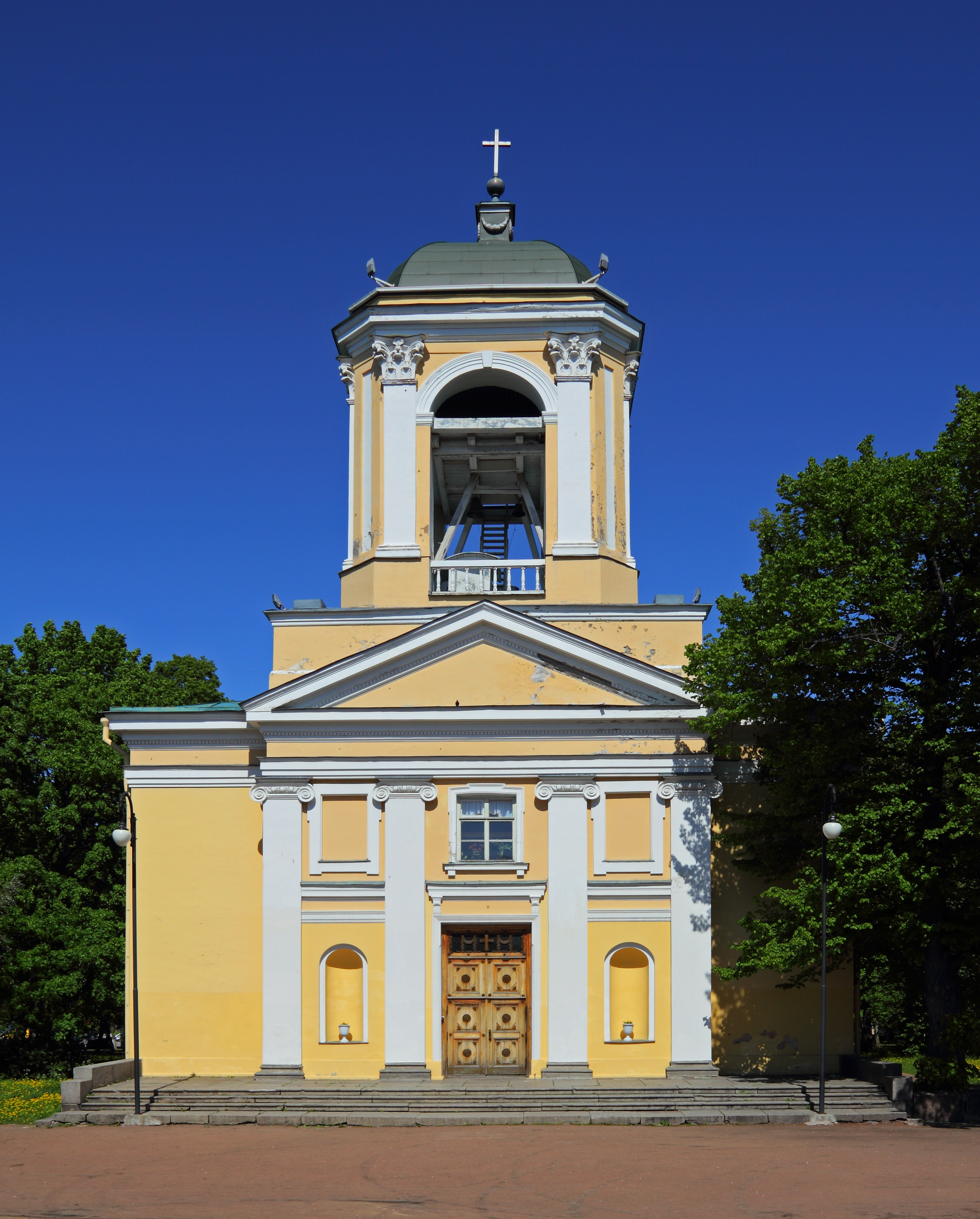
Lutherische Kirche St. Peter und Paul
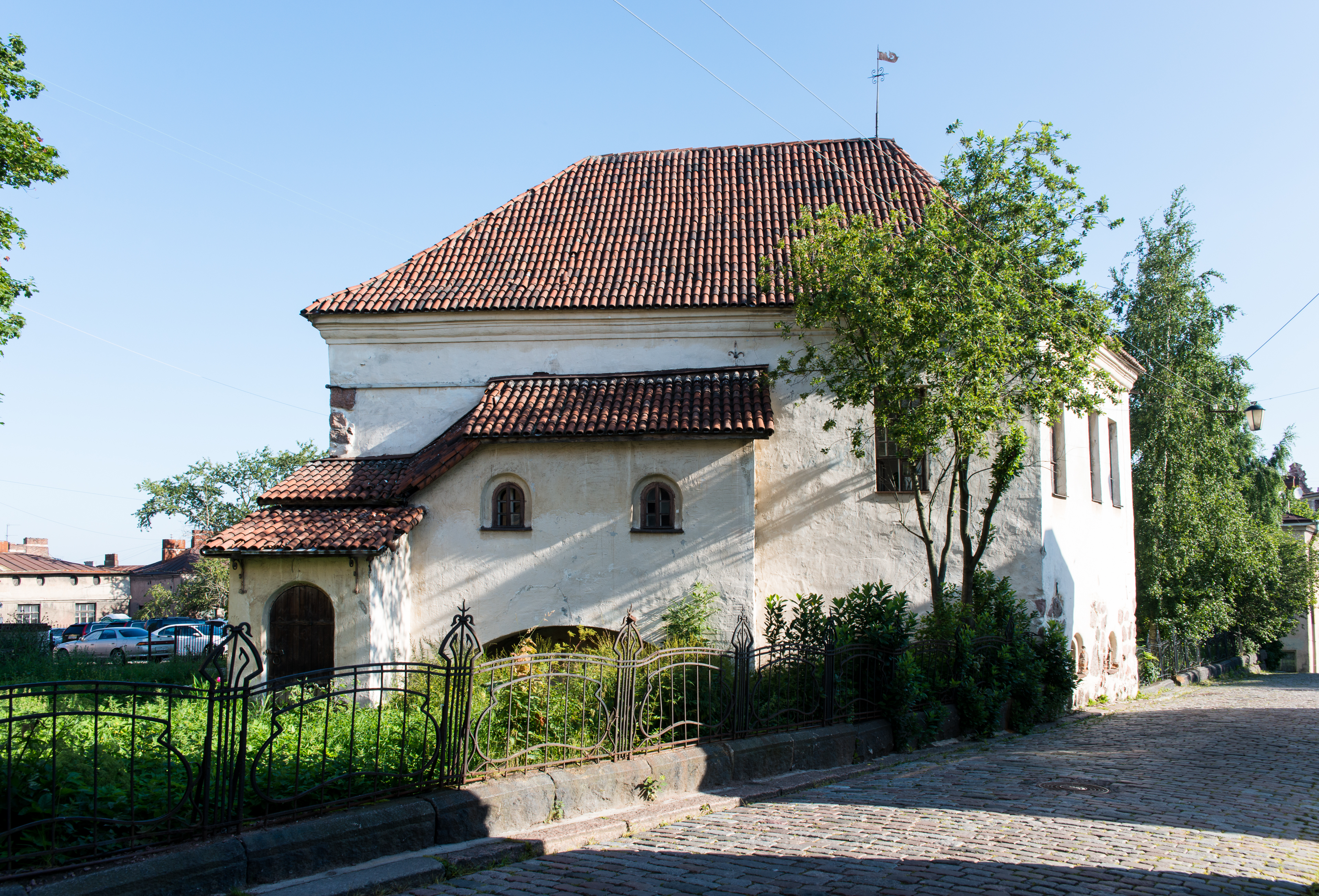
Ehemalige Hyazinthenkirche
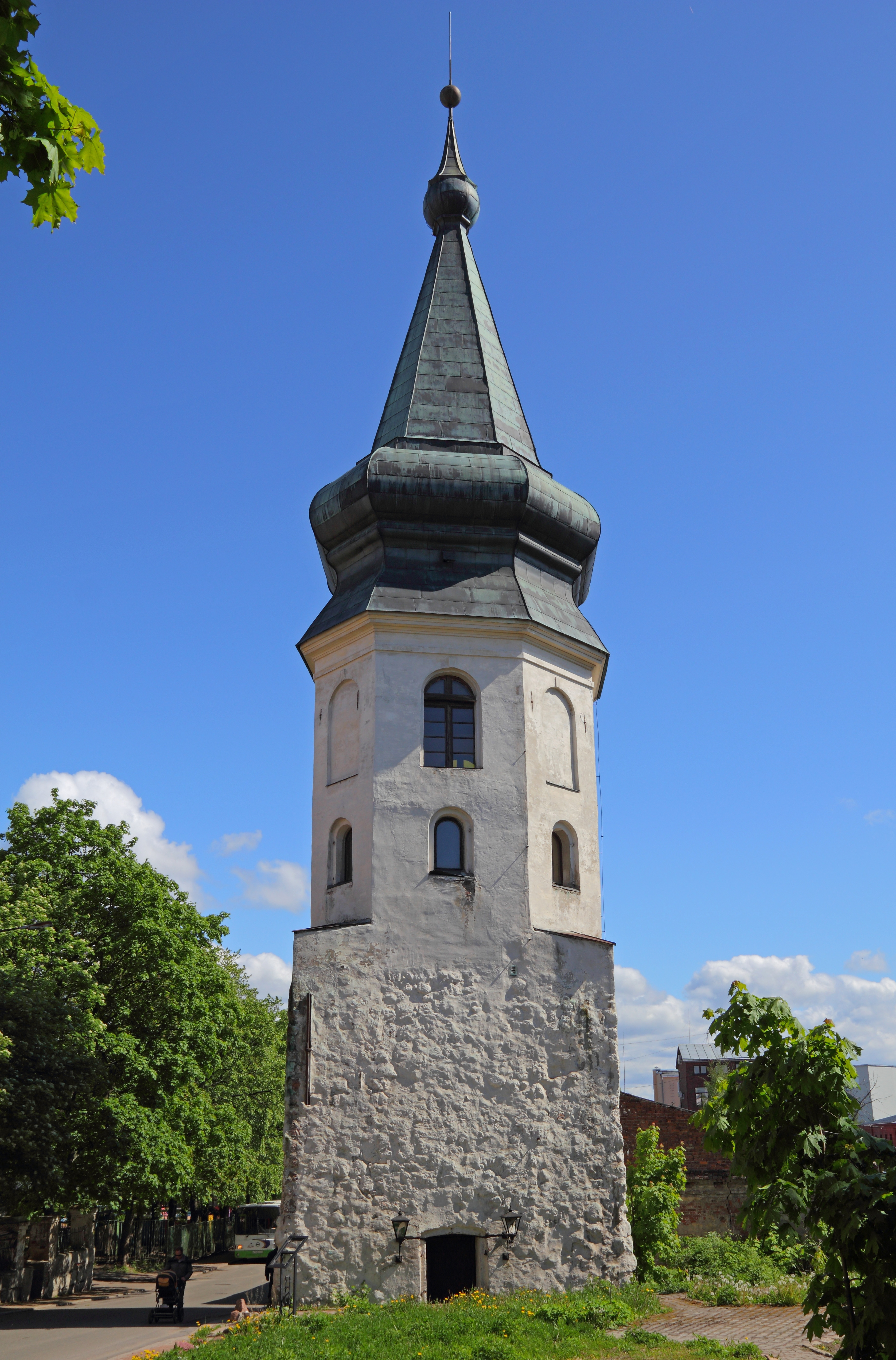
Rathausturm
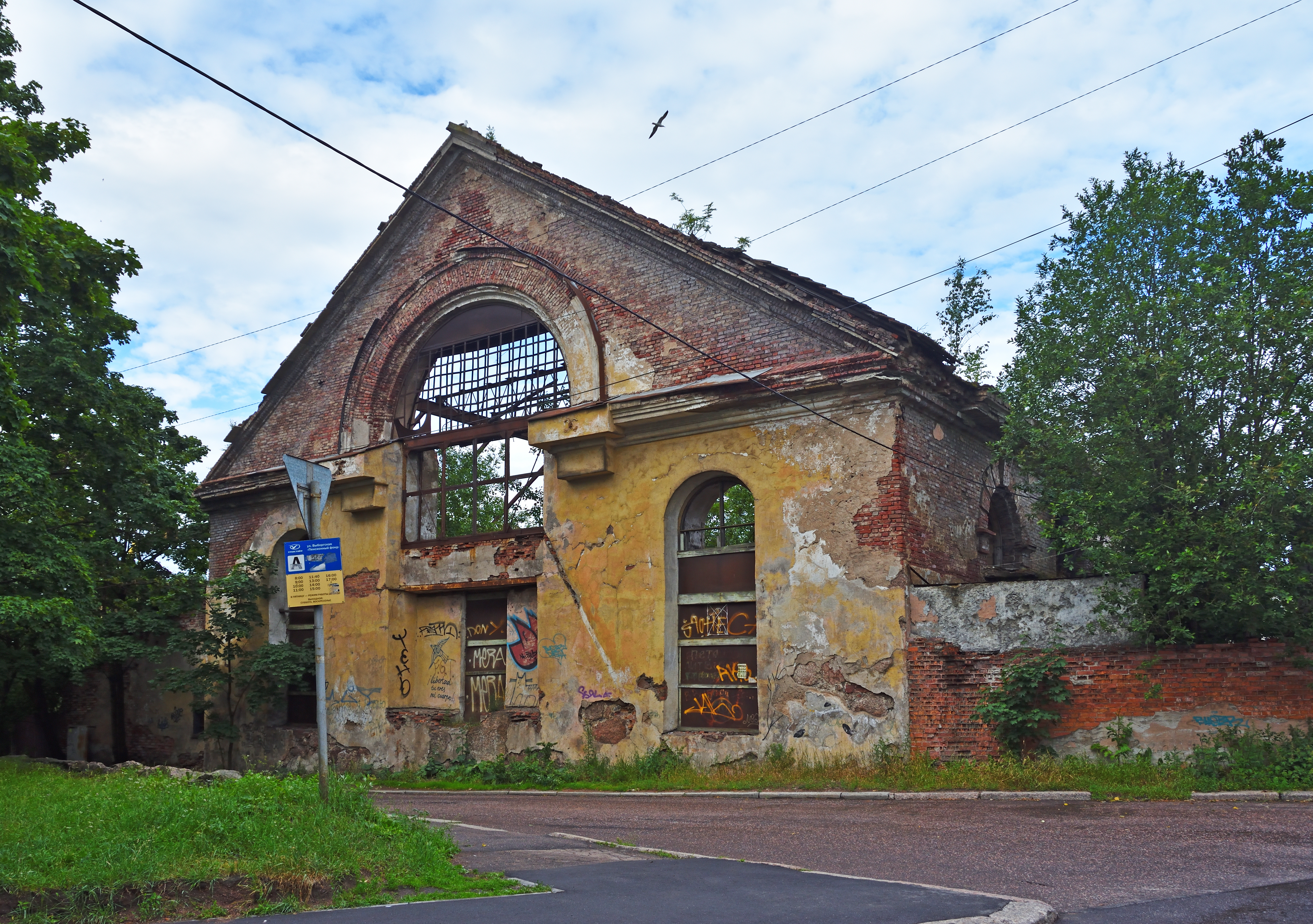
Ruine der ländlichen Pfarrkirche
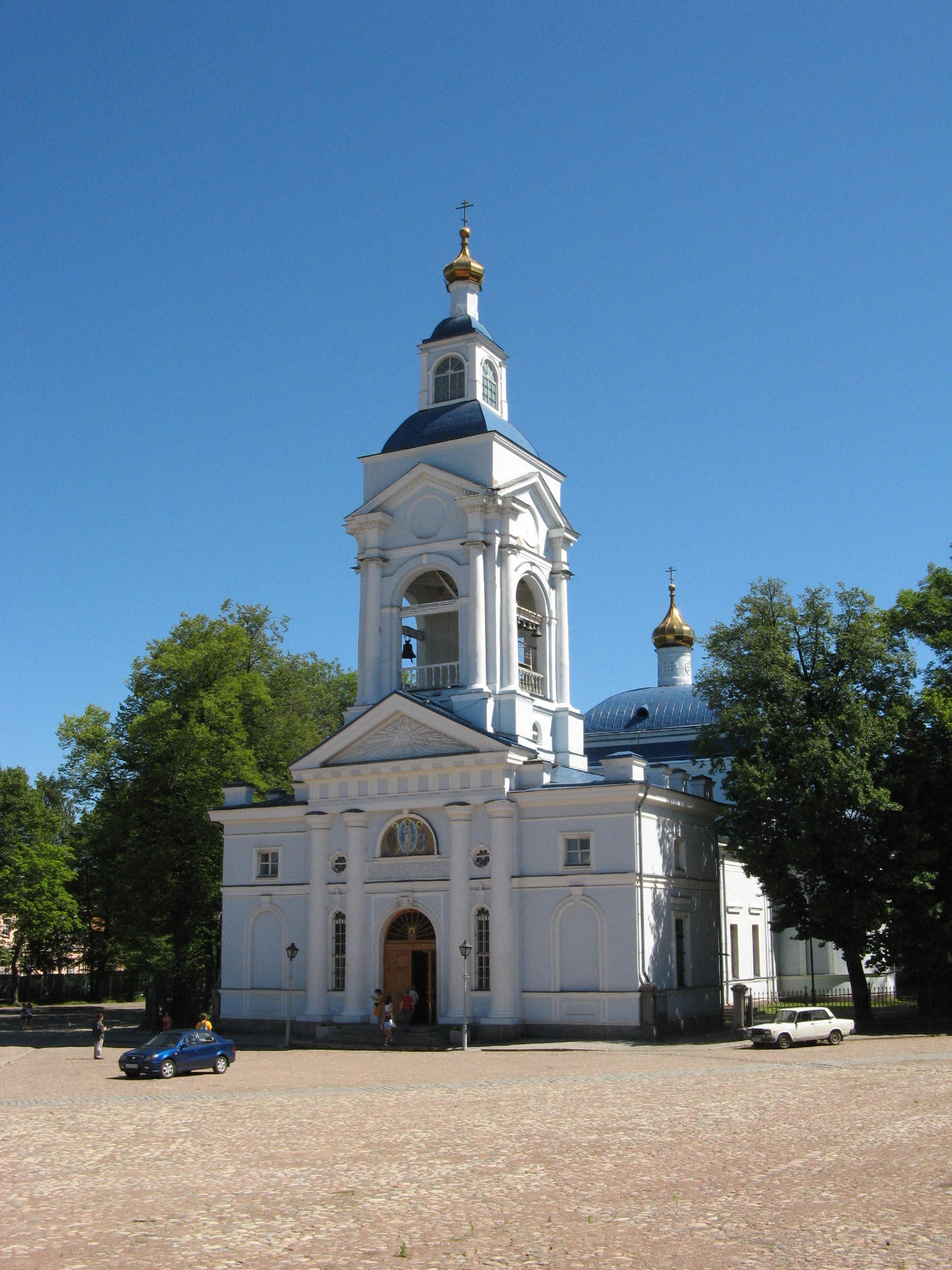
Verklärungskathedrale
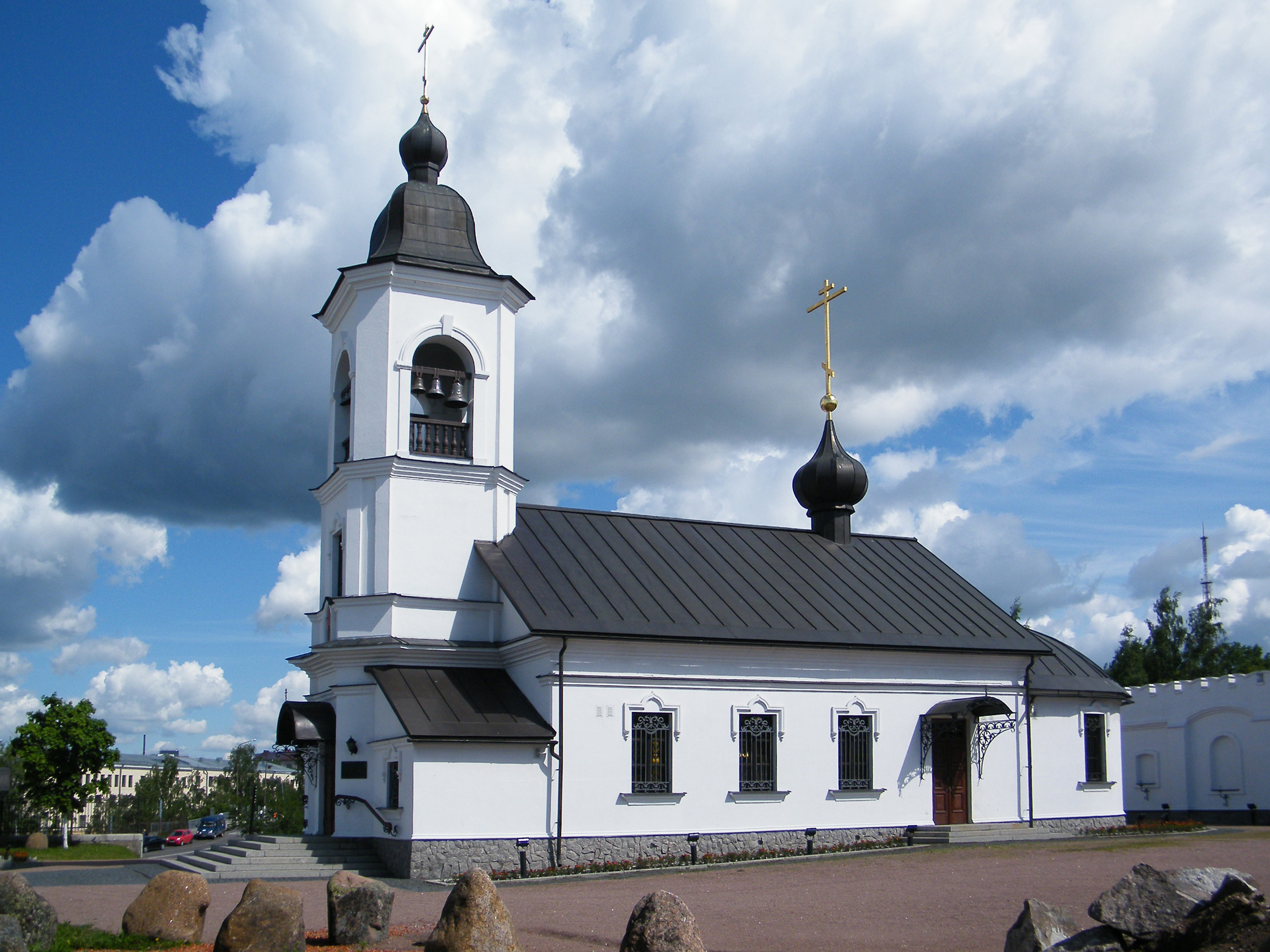
Eliaskirche
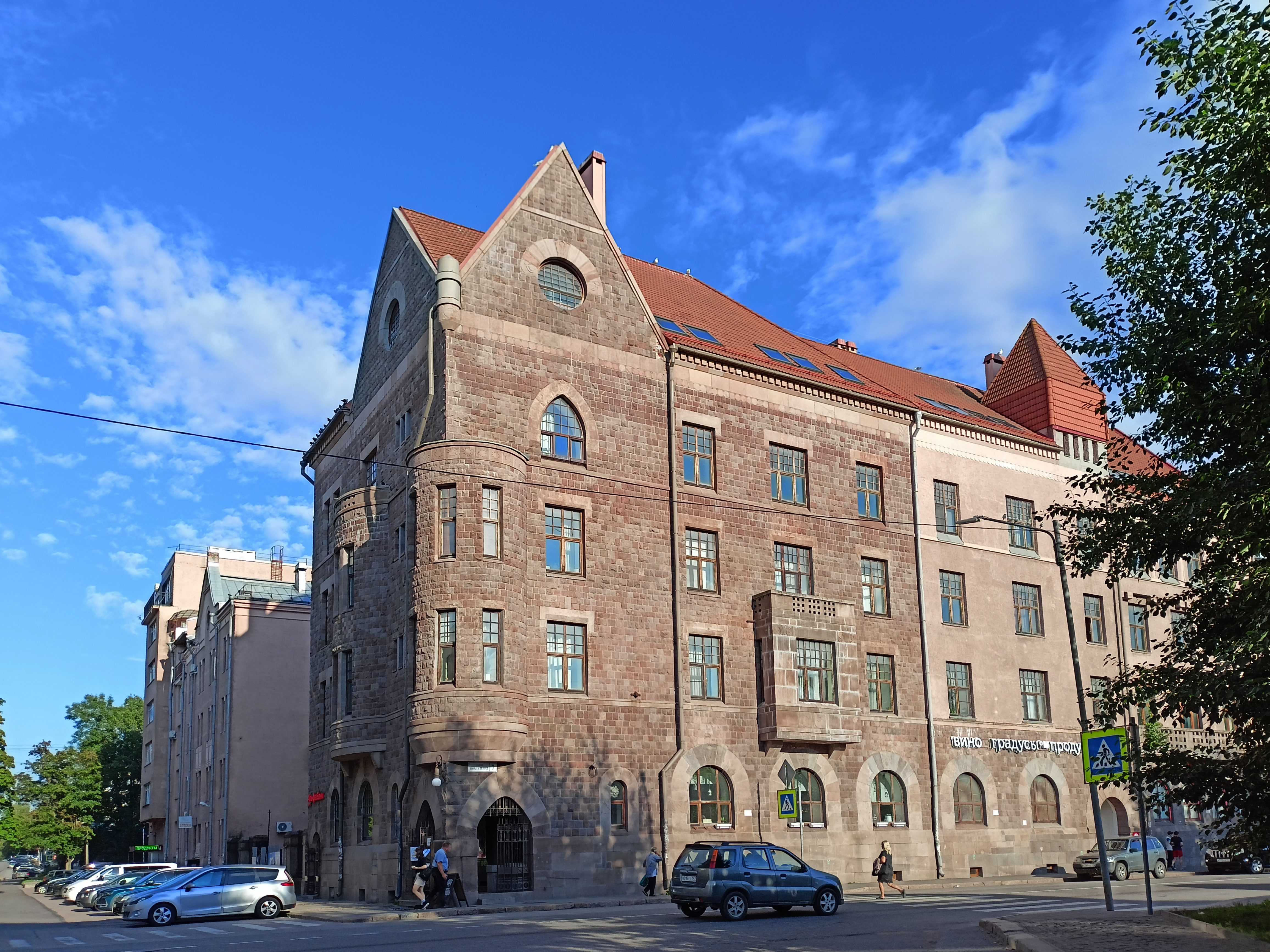
Lallukkahaus
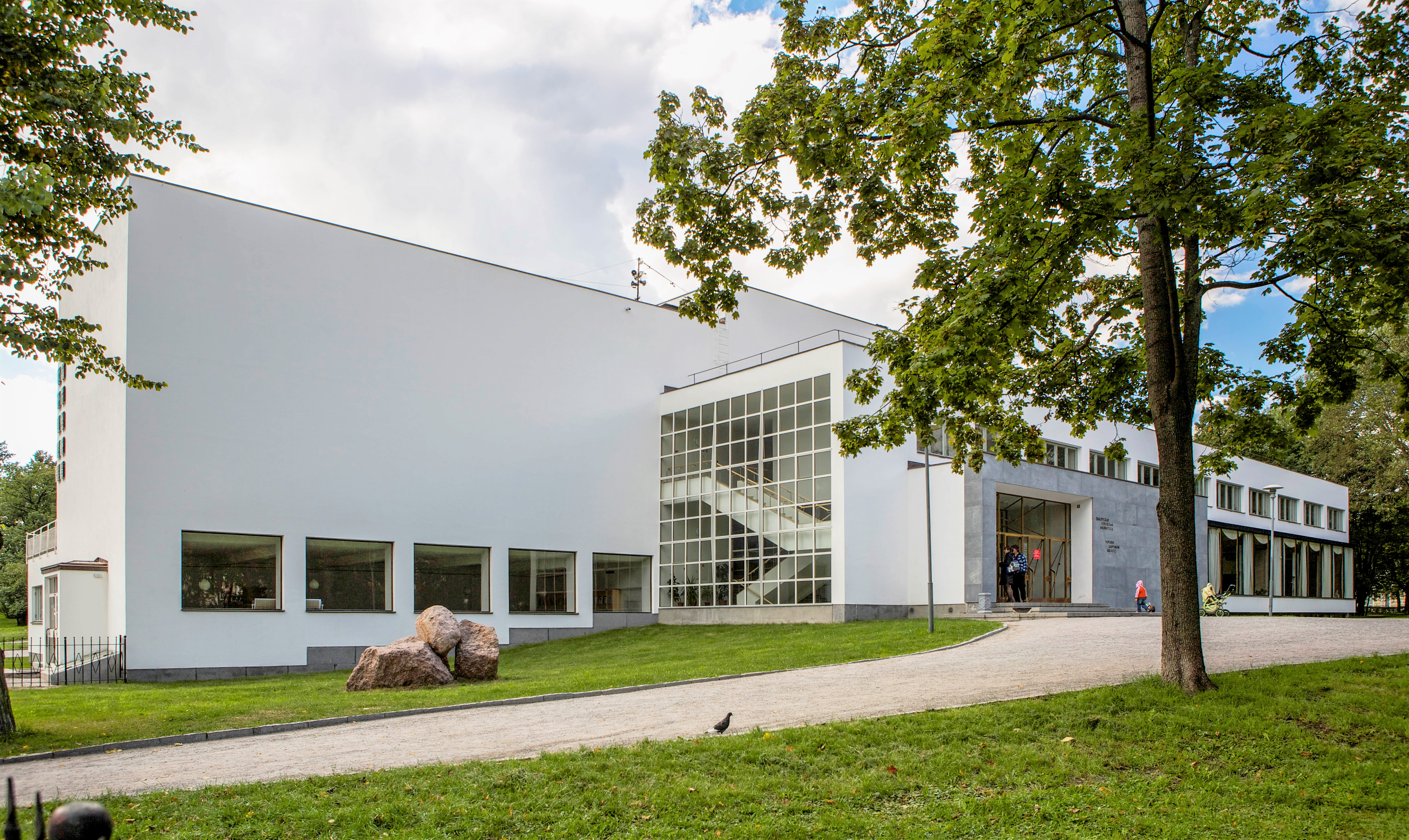
Stadtbibliothek
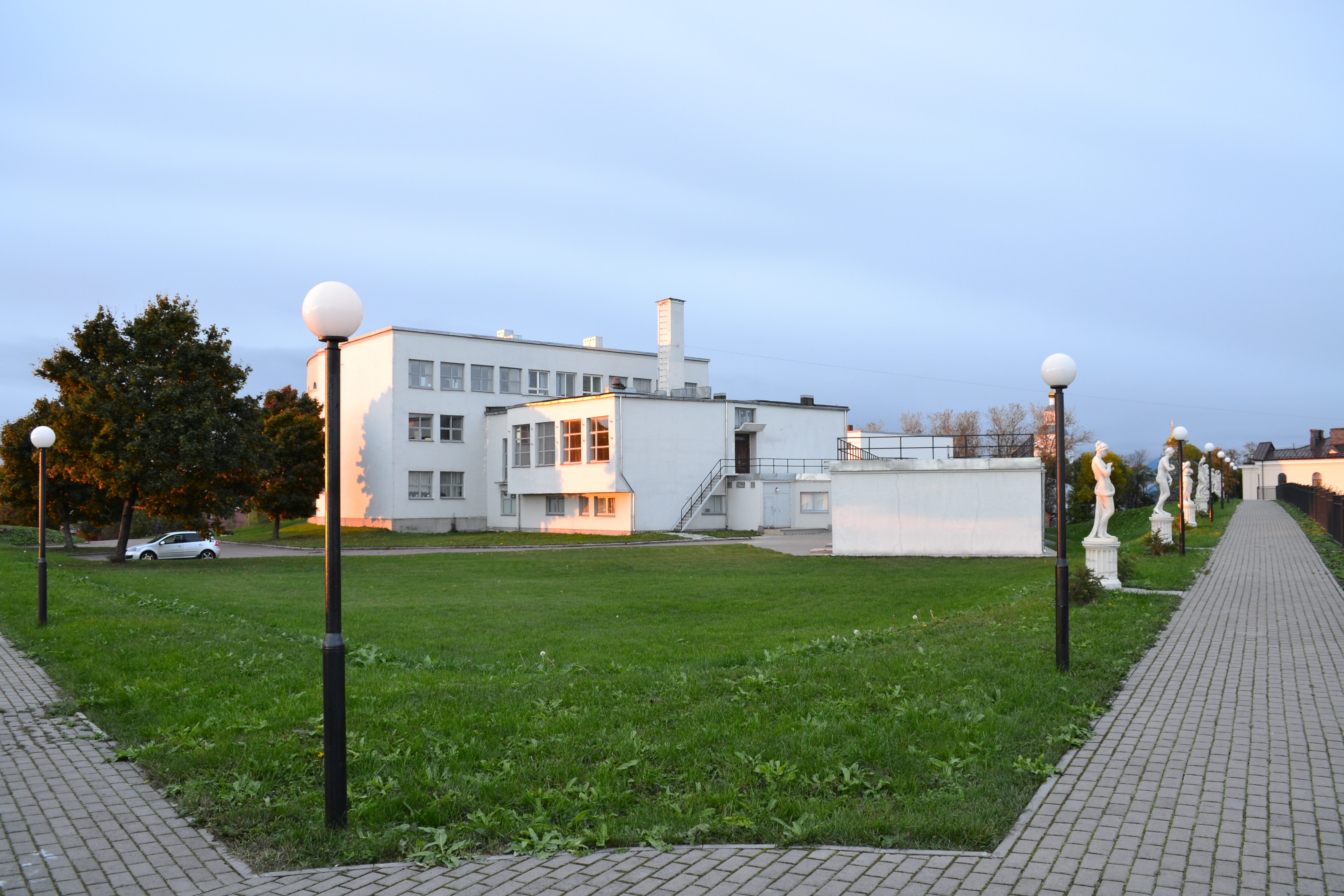
Eremitage Wyborg
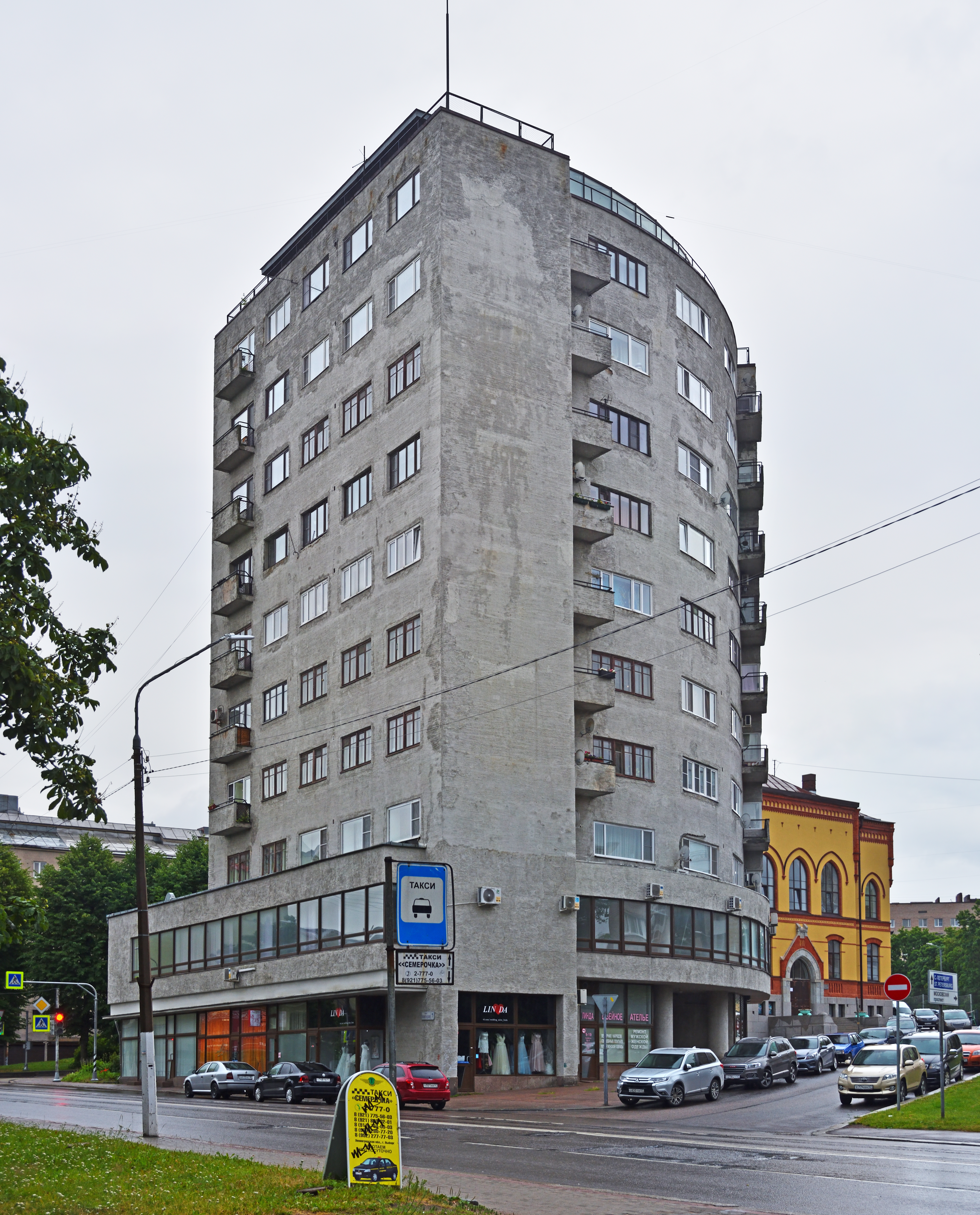
Wohnhochhaus Leningrader Chaussee 7
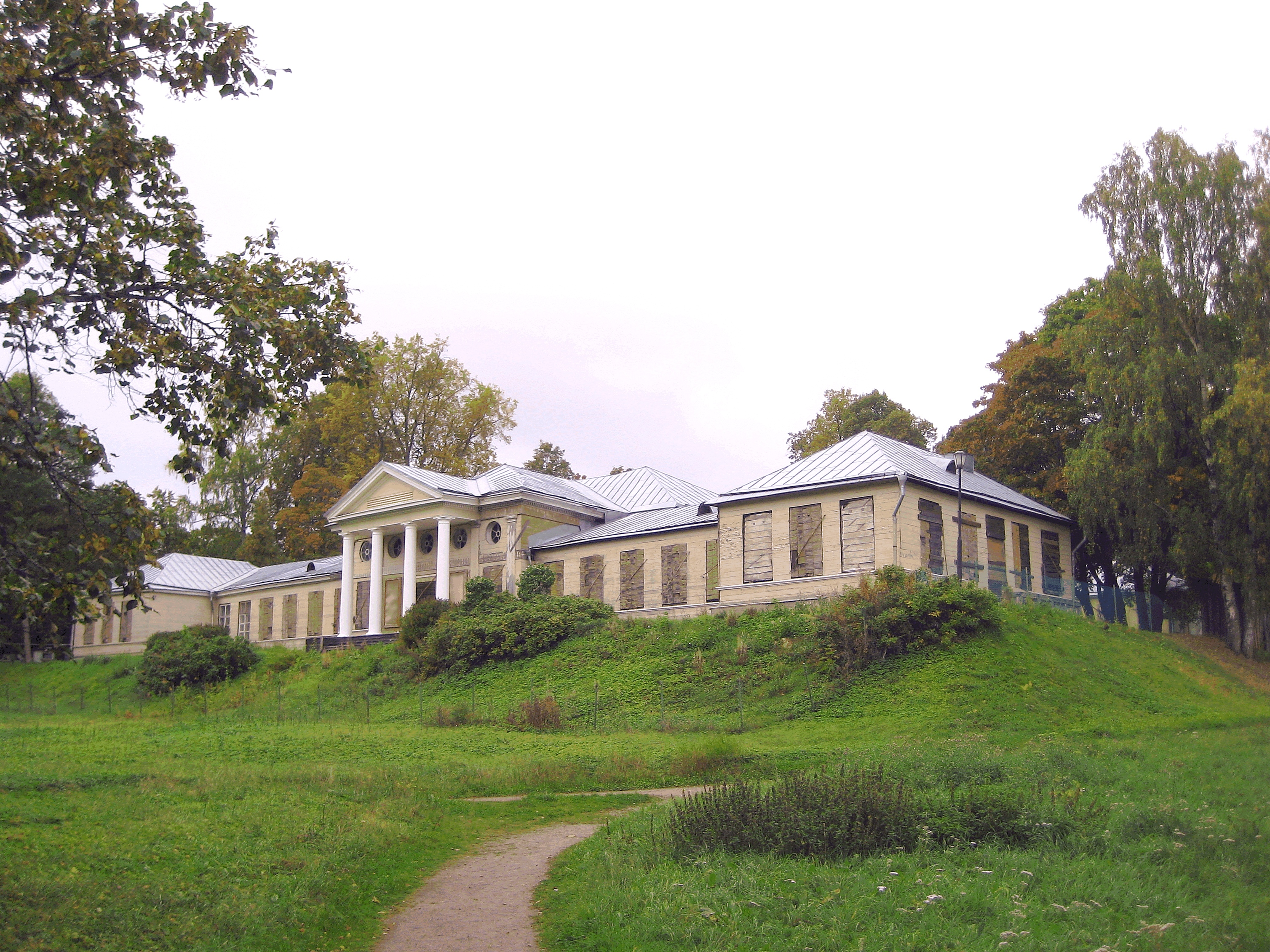
Herrenhaus Monrepos
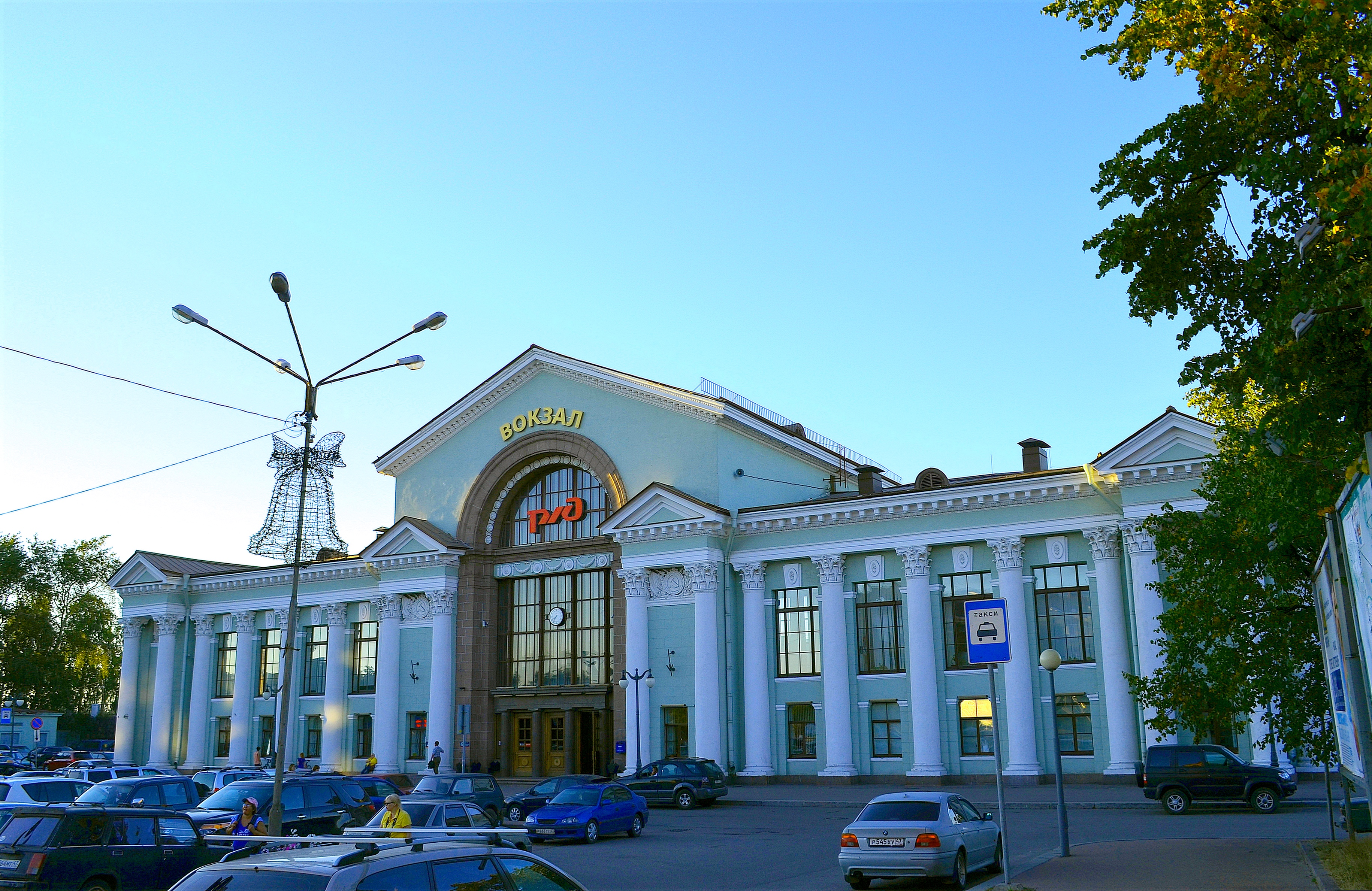
Bahnhof Wyborg

## Söhne und Töchter der Stadt
- Johann VII. Graf von Hoya (1529–1574), Fürstbischof von Osnabrück, Münster und Paderborn
- Ludwig Heinrich von Nicolay (1737–1820), Lyriker und Präsident der russischen Akademie der Wissenschaften in Sankt Petersburg
- Franz Franzewitsch Reineken (1746–1821), deutsch-baltischer Major der Kaiserlich-Russischen Armee, Kommandant auf Kamtschatka
- Maximilian von Alopeus (1748–1821), russischer Diplomat
- Hermann Johann von Benckendorff (1751–1800), russischer Offizier
- David von Alopaeus (1769–1831), russischer Diplomat
- Karl Ludwig von Gerwais (1787–1852), russischer Generalmajor
- Wladimir Adlerberg (1791–1884), russischer General und Minister
- Carl Ferdinand Jänisch (1813–1872), russischer Schachmeister
- Georg von Alfthan (1828–1896), Offizier aus dem Großfürstentum Finnland und zuletzt Generalleutnant der Kaiserlich Russischen Armee
- Julius Krohn (1835–1888), finnischer Dichter
- Johan Jacob Ahrenberg (1847–1914), finnlandschwedischer Schriftsteller und Architekt
- Bror Brenner (1855–1923), finnischer Segler
- Carl Eduard Dippell (1855–1912), finnischer Architekt
- Werner Söderhjelm (1859–1931), finnischer Sprachwissenschaftler
- Eero Järnefelt (1863–1937), finnischer Maler
- Victor Hackman (1866–1941), finnischer Geologe
- Richard Wilhelm Gottlieb Faltin (1867–1952), finnischer Chirurg
- Oskar Hackman (1868–1922), finnlandschwedischer Folklorist
- Armas Järnefelt (1869–1958), finnischer Komponist
- Georg Schnéevoigt (1872–1947), finnischer Dirigent und Cellist
- Waldemar Björkstén (1873–1933), finnischer Segler
- Birger Lindberg (1876–1940), finnischer Bergingenieur und Schriftsteller
- Ernst Mielck (1877–1899), finnischer Pianist und Komponist
- Walter Wahl (1879–1970), finnischer Geochemiker und Mineraloge
- Rolf Witting (1879–1944), schwedischsprachiger finnischer Politiker (Schwedische Volkspartei) und Ozeanograph
- Lew Galler (1883–1950), sowjetischer Admiral
- Riku Korhonen (1883–1932), finnischer Turner
- Kaarlo Ekholm (1884–1946), finnischer Turner
- Villehad Forssman (1884–1944), schwedischer Ingenieur und Flugzeugkonstrukteur
- Alfred Asikainen (1888–1942), finnischer Ringer
- Allan Franck (1888–1963), finnischer Segler
- Jaska Saarivuori (1888–1938), finnischer Kunstturner
- David Teivonen (1889–1937), finnischer Kunstturner
- Sulo Jääskeläinen (1890–1942), finnischer Skispringer und Nordischer Kombinierer
- Pekka Myrberg (1892–1976), finnischer Mathematiker
- Aleksanteri Toivola (1893–1987), finnischer Ringer
- Edwin Linkomies (1894–1963), finnischer Literaturwissenschaftler und Politiker
- Ilmari Manninen (1894–1933), finnischer Ethnograph
- Kurt Moser (1895–1982), deutscher Neurologe, Psychiater und Hochschullehrer
- Aarne Pekkalainen (1895–1958), finnischer Segler
- Lennart Heljas (1896–1972), finnischer Geistlicher der Evangelisch-Lutherischen Kirche Finnlands und Politiker des Landbundes (Agrarförbundet)
- Penna Tervo (1901–1956), finnischer Journalist und Politiker
- Ernst Ossian Soravuo (1904–1994), finnischer Diplomat
- Arvo Närvänen (1905–1982), finnischer Bandy- und Fußballspieler
- Aili Konttinen (1906–1969), finnische Autorin
- Henry Parland (1908–1930), finnlandschwedischer Dichter und Schriftsteller
- Peter Karstedt (1909–1988), deutscher Jurist und Bibliothekar
- Thure Georg Sahama (1910–1983), finnischer Geologe und Mineraloge
- Kaj Franck (1911–1989), finnischer Designer
- Aleksanteri Saarvala (1913–1989), finnischer Kunstturner
- Michail Bogdanow (1914–1995), russischer Szenenbildner und Artdirector
- Ralf Parland (1914–1995), finnlandschwedischer Schriftsteller, Dichter und Übersetzer
- Inkeri Anttila (1916–2013), finnische Juristin, Politikerin und Hochschullehrerin
- Veikko Huhtanen (1919–1976), finnischer Kunstturner
- Lauri Törni (1919–1965), finnischer Offizier
- Eeva-Liisa Manner (1921–1995), finnische Lyrikerin und Autorin (wuchs in Viipuri auf)
- Max Jakobson (1923–2013), finnischer Diplomat
- Maynie Sirén (1924–2003), finnlandschwedische Sängerin
- Olavi Rokka (1925–2011), finnischer Moderner Fünfkämpfer
- Yrjö Asikainen (1928–2008), finnischer Fußballspieler
- Veijo Meri (1928–2015), finnischer Schriftsteller
- Kauko Salomaa (1928–2016), finnischer Eisschnellläufer
- Jorma Valkama (1928–1962), finnischer Leichtathlet
- Paul Nyman (1929–2020), finnischer Radrennfahrer
- Olavi Mannonen (1930–2019), finnischer Moderner Fünfkämpfer
- Oiva Toikka (1931–2019), finnischer Keramiker und Designer
- Martti Ahtisaari (1937–2023), finnischer Diplomat und Staatspräsident 1994–2000
- Gustav Hägglund (* 1938), finnischer Offizier
- Natalja Gorbatschowa (* 1947), sowjetische Diskuswerferin
- Wjatscheslaw Jekimow (* 1966), russischer Radrennfahrer
- Jewgeni Bersin (* 1970), russischer Radrennfahrer
- Alexander Serow (* 1982), russischer Radrennfahrer
- Witali Petrow (* 1984), russischer Automobilrennfahrer
- Dmitri Wladimirowitsch Strachow (* 1995), russischer Radsportler
- Alexander  Wlassow (* 1996), russischer Radrennfahrer
- Kirill Alexejenko (* 1997), russischer Schachspieler
- Witali Iwanow (* 1998), russischer Nordischer Kombinierer
- Roman Jermakow (* 2004), Radrennfahrer

## Sonstiges
Wyborg spielt eine wesentliche Rolle in Friedrich Wilhelm Murnaus Film „Nosferatu“. Mit dem dort genannten Wisborg ist offenbar Wyborg am äußersten Ende der Ostsee und des Finnischen Meerbusens gemeint. Murnau weicht hier bewusst von der englischen Vorlage des Bram Stoker „Dracula“ ab.